# 松平信順
松平 信順（まつだいら のぶより）は、三河吉田藩の第4代藩主。松平伊豆守系大河内松平家8代。

## 生涯
寛政5年（1793年）、松平信明の次男として江戸西丸下屋敷で生まれる。寛政9年（1797年）10月25日に嫡子となり、信順と名乗る。享和3年（1803年）9月22日、将軍家斉・世子家慶に御目見する。文化2年（1805年）12月16日、従五位下・駿河守に叙任される。
文化14年（1817年）8月に父が病死し、10月16日に家督を相続する。同21日に伊豆守と改める。襲封直後には、国元の家臣に対して文武出精・質素節倹などを指示する「御直書」を発している。文政元年（1818年）8月24日、奏者番に就任する。文政8年（1825年）5月6日、寺社奉行に就任する。天保2年（1831年）5月25日に大坂城代に就任し、従四位下に叙される。天保5年（1834年）4月11日に京都所司代となり、侍従に任じられる。天保8年（1837年）2月に大坂で大塩平八郎の乱が発生すると京都市中の警備を強め、朝廷への事件の報告や江戸・大坂間の連絡確保などに当った。その後江戸に召しだされて5月16日に老中に就任するが、8月6日に病を理由に辞任する。わずか3か月で老中を辞任したのは、同役の水野忠邦と意見が合わなかったためとも言われている。天保13年（1842年）12月13日に隠居して刑部大輔と改め、家督は嫡子の信宝が相続した。天保15年（1844年）に小名木川屋敷で死去。享年52。

## 人物
学問を重んじ、父が招聘した大田錦城に儒学を学んだ。吉田へ帰国した際には錦城を伴い藩校時習館で講義させ、自らも聴講した。また中山美石に国学を学び、後に本居大平の門人となった。和歌にも通じており、本居春庭の和歌を集めた『春庭歌集』を編集したほか、信順自身が詠んだ和歌も多数残されている。
京都所司代を務めていた際、天保の大飢饉による窮状においては、京都に救恤小屋を設けて、粥などを民衆に与えた。

## 系譜
父母
- 松平信明（父）
- 千枝、久須美氏、恵覚院（母） - 側室

正室、継室
- 錬姫（正室） - 牧野忠精の娘
- 延姫（継室） - 加納久周の娘

子女
- 松平信宝（長男）
- 松平章次郎
- 某
- 徽（松平康寿縁女）
- 令
- 綜
- 貞（松平信璋室、松平信宝の養女）
- 愛（戸沢正実室、のち松平直巳室）